# Rho Aurigae
Rho Aurigae ( ρ Aurigae, förkortat Rho Aur, ρ   Aur) som är stjärnans Bayerbeteckning, är en dubbelstjärna belägen i den mellersta delen av stjärnbilden Kusken. Den har en skenbar magnitud på 5,22 och är svagt synlig för blotta ögat där ljusföroreningar ej förekommer. Baserat på parallaxmätning inom Hipparcosuppdraget på ca 6,2 mas, beräknas den befinna sig på ett avstånd på ca 530 ljusår (ca 162 parsek) från solen.

## Nomenklatur
Rho Aurigae var tillsammans med λ Aur och μ Aur Kazwini's Al Ḣibā' ( ألحباع ), tältet. Enligt stjärnkatalogen i det tekniska memorandumet 33-507 - A Reduced Star Catalog Containing 537 Named Stars var Al Ḣibā namnet på tre stjärnor: λ Aur som Al Ḣibā' I, μ Aur som Al Ḣibā' II och ρ Aur som Al Ḣibā' III.

## Egenskaper
Primärstjärnan Rho Aurigae A är en blå till vit stjärna i huvudserien av spektralklass B3 V. Den har en massa som är ca 6 gånger större än solens massa, en radie som är ca 3,3 gånger större än solens och utsänder från dess fotosfär ca 400 gånger mera energi än solen vid en effektiv temperatur på ca 12 400 K.
Rho Aurigae är en enkelsidig spektroskopisk dubbelstjärna där närvaron av en följeslagare, som kan vara en stjärna av typ B eller A, avslöjas av skiften i stjärnans spektrum. Paret kretsar kring varandra med en period på 34,49 dygn med en excentricitet på 0,10.